# Zbigniew Libera
Zbigniew Stanisław Libera (nacido el 7 de julio de 1959) es un artista polaco nacido en Pabianice, Polonia. Sus obras se consideran dentro del arte pop y la corriente de arte crítico. Se han utilizado con frecuencia para comentar cuestiones políticas y sociales.
Considerado uno de los artistas polacos más reconocidos hasta la fecha, Libera se considera el "Padre del Arte Crítico". Libera es conocido por su controvertida obra de arte de 1996 llamada LEGO Concentration Camp, que representa un campo de concentración nazi hecho con piezas de Lego. La obra de arte generó mucha controversia, incluida la amenaza de acciones legales por The Lego Group.
Libera también es famoso por su fotografía y videografía como Intimate Rites (1984), How to Train Little Girls (1987), La Vue 2004 – 2006, Intimates Rites 1984 y Pozytywi (Positives, en inglés) 2002 – 2003. es una serie que presenta fotografías de Libera que capturan a humanos que viven en ciudades devastadas por la guerra.

## Juventud
Nació y creció en Pabianice, Voivodato de Łódź, Polonia. Era hijo de madre soltera que se dedicaba a la enfermería.
Libera pasó gran parte de su vida en Polonia y estudió en la Universidad Nicolás Copérnico de Toruń. Comenzó su carrera como artista a principios de los años 80, trabajando con un grupo de vanguardia conocido como “Sternenhoch”. En el grupo se encontraban artistas como Andrezej Partum y Zofia Kulik. En 1982 Libera realizó su primera exposición en Łódź.
En diciembre de 1981, durante el gobierno comunista de Polonia, Libera creó, imprimió y publicó folletos, carteles y caricaturas políticas diseñadas para desafiar las leyes que se introdujeron para reprimir las protestas en la mina de carbón de Wujek, que eventualmente llevaron a la Pacificación de Wujek. Por esa acción antigubernamental, Libera fue arrestado en 1982 y sentenciado a un total de dieciocho meses de prisión. Algunos críticos de arte y compañeros artistas han dicho que el tiempo que pasó Libera en prisión fue crucial para su desarrollo como artista.

## Campo de concentración LEGO
Libera es muy conocido por su obra LEGO Concentration Camp, creada en 1996. Campo de concentración LEGO, parte de una serie llamada "Aparatos correctivos" y es considerado el trabajo más controvertido de Libera debido a su tema, pues representa modelos de campos de concentración utilizados por la Alemania nazi durante el Holocausto, la ejecución sistémica y el intento de exterminio de judíos y otros "indeseables" de la Alemania nazi durante la Segunda Guerra Mundial.

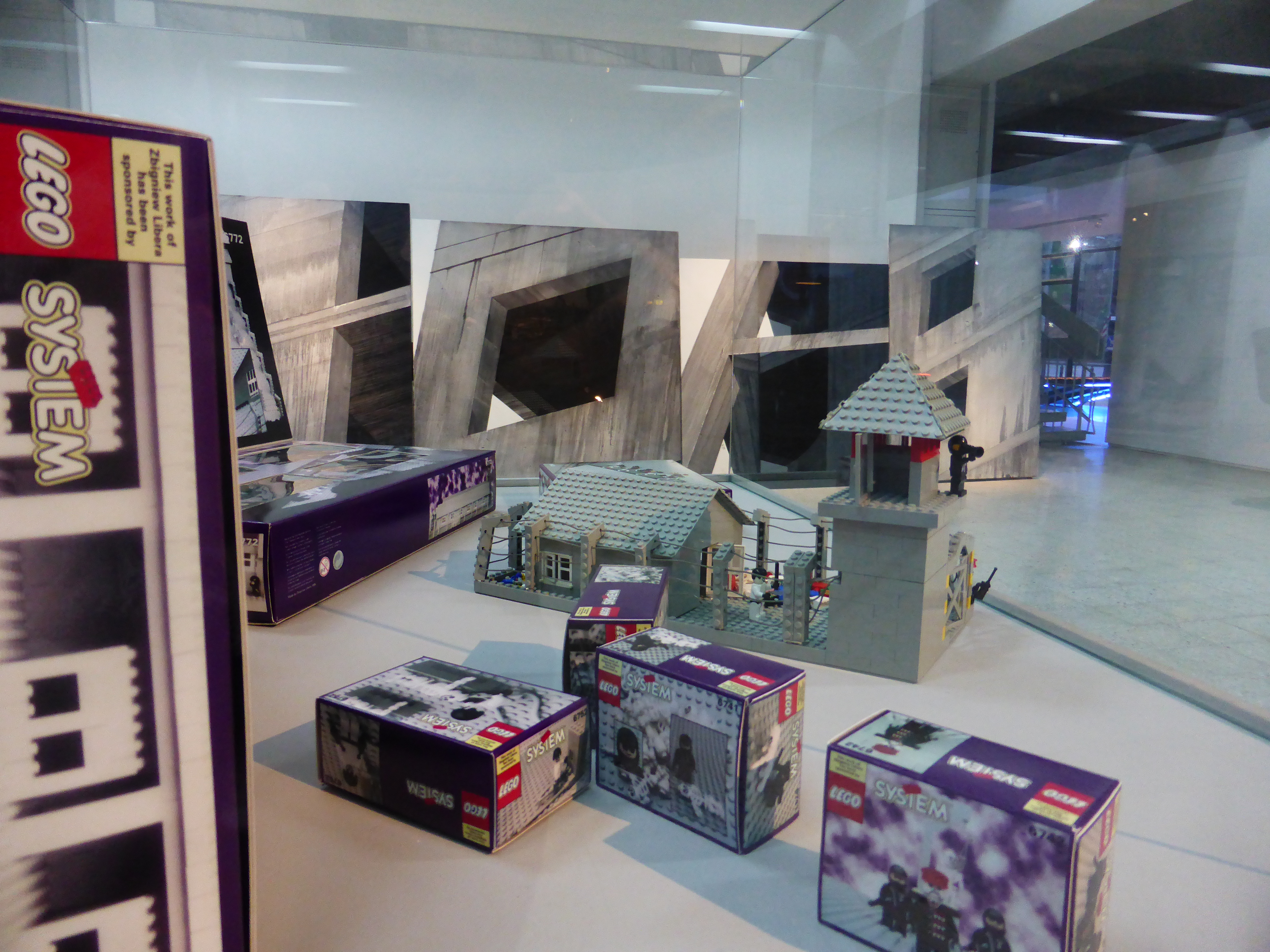
Campo de concentración LEGO, una de las obras de arte de Libera, en el Museo de Arte Moderno de Varsovia

Los modelos, hechos de piezas y minifiguras de Lego, en su mayoría sin modificar (con prisioneros esqueléticos, guardias al estilo Schutzstaffel y partes de cuerpos sueltas), representan cuarteles, torres de vigilancia y cercas de alambre de púas que se ven en los campos de concentración. El campo de concentración de LEGO incluye cajas para los sets que fueron diseñadas para parecerse al embalaje real utilizado para los sets de Lego. Además, las cajas incluyen etiquetas que dicen "Este trabajo de Zbigniew Libera ha sido patrocinado por LEGO", con el logotipo de Lego en un lugar destacado. Después de construir cada modelo, Libera fotografió los decorados y las minifiguras (incluidas escenas como fosas comunes y guardias golpeando a prisioneros esqueléticos, evocando imágenes del Holocausto), cortó cada fotografía en piezas de rompecabezas y las colocó en las cajas.
El Grupo Lego proporcionó a Libera los ladrillos y las minifiguras después de que él solicitara una donación para sus programas de atención comunitaria en Polonia. Según The Lego Group, la única información que habían recibido de Libera sobre sus intenciones artísticas era que construiría una casa o un hospital con sus ladrillos. Libera entendió la donación como patrocinio directo y apoyo a su trabajo y, por lo tanto, colocó una etiqueta en el paquete afirmando que Lego Group había patrocinado el trabajo, a pesar de que Lego Group no sabía para qué se iban a utilizar realmente los ladrillos.
Desde entonces, los modelos, las fotografías, el embalaje y las piezas del rompecabezas se han comprado por miles de dólares y se han exhibido en museos y galerías de arte de todo el mundo. El trabajo de Libera también inspiró al Museo Judío de la ciudad de Nueva York a albergar su exposición "Mirroring Evil: Nazi Imagery / Recent Art" en 2002. Actualmente, el campo de concentración LEGO es propiedad del Museo de Arte Moderno de Varsovia y está allí expuesto.

### Recepción
El campo de concentración LEGO atrajo mucha atención y controversia, principalmente debido a su tema y a la identidad del Grupo Lego como una respetada empresa de juguetes que produce productos aptos para niños.
Libera fue criticada por el curador del Pabellón Polaco y escultor Jan Stanislaw por el uso inadecuado de juguetes infantiles. El Pabellón Polaco invitó a Libera a exhibir sus obras en la famosa Bienal de Arte de Venecia ; sin embargo, Stanislaw le dijo a Libera que no incluyera el campo de concentración LEGO en la exhibición.
También llegaron críticas notables del propio Grupo Lego, que creía que Libera creó la pieza con la intención de ser el centro de debate y atención. El Grupo Lego afirmó si hubieran sabido que Libera iba a construir edificios para campos de concentración utilizando sus productos, no le habrían dado las piezas. El 24 de febrero de 1997, el Grupo Lego emitió un comunicado de prensa oficial sobre el tema, declarando que creían que el trabajo de Libera era "perturbador y deplorable", negándose a asumir el patrocinio de la obra de arte.
Libera hizo intentos constantes de combatir las críticas, afirmando que nunca fue su intención proporcionar el Campo de Concentración LEGO a los niños como un juguete, y que solo tenía una intención artística al realizar la obra. Aclaró que el significado detrás de la obra de arte era resaltar el contraste entre los horrores del mundo real y el mundo perfecto que se presenta a los niños.
El Museo Judío de Nueva York apoya la pieza de Libera porque representa un "evento fundamental en la historia judía " y actitudes culturales de importancia. Joan Sall, curador de la exposición Levinthal en el Museo Judaica, también apoya la obra de arte de Libera, argumentando que demuestra hábilmente un punto de vista irónico, donde un juguete infantil que de otro modo sería inocuo se utiliza para mostrar un momento destructivo de la historia. Sall sostiene que la clara ironía de la obra de arte de Libera significa que el Holocausto no es sólo historia judía, sino historia mundial.

## Obras

### Videografía
El ascenso de Libera a la fama como artista comenzó en la década de 1980 en Europa, cuando lanzó una serie de videos que comenzaba con Intimate Rites (1984), seguida de How to Train Little Girls (1987) y Mystical Perseverance (1984-1990).
Estos videos se hicieron populares como resultado del tema controvertido en el que estaban basados: hospitales y muerte. Intimate Rites supuestamente está influenciado por los tratamientos que la abuela de Libera soportó en la parte final de su vida, como ducharse, darle de comer con cuchara y cambiarle los pañales. Se dice que Mystical Perseverance también fue influenciada por la abuela de Libera y sus extrañas acciones que ocurrieron como resultado de su lento deterioro debido a una enfermedad. How to train little girls (Cómo entrenar a niñas) es un comentario político sobre las normas sociales, como los roles sexuales.

### Fotografía
Libera creó una serie de fotografías titulada Positives (2002-2003), que incluye fotografías de soldados de la Wehrmacht destruyendo una barrera fronteriza en Gdańsk en 1939, una niña vietnamita que escapa de Trảng Bàng durante la Guerra de Vietnam en 1972 y prisioneros de un campo de concentración liberado. La serie Positives fue otro intento de Libera de hablar sobre el trauma, en una línea similar a su videografía. En ella se presentan seres humanos viviendo en ciudades devastadas por la guerra.
Mistrzowie (2004; inglés: Masters ) es otra serie de fotografías de Libera que captura secciones de periódicos y revistas publicadas que incluyen entrevistas con otros artistas de su liga.
Influenciado por el escritor francés de principios del siglo XX Raymond Roussel, La Vue (2004-2006) es una serie de fotografías tomadas de los espacios entre las páginas brillantes de una revista.

### Otros trabajos
En 1995, Libera lanzó una pieza titulada Kens Aunt (la tía de Kent), que constaba de veinticinco copias de un diseño de embalaje en forma de caja de Barbie y plástico de burbujas. Fue comprado y exhibido por el Museo de Arte Contemporáneo de Chicago.
Al igual que en Ken's Aunt, Libera creó otro conjunto de cuatro cajas titulado Eroica, que presentaba pequeñas figuras femeninas basadas en modelos de esclavas.

## Vida personal
Zbigniew Libera actualmente reside y trabaja en Varsovia.